# Ушкалов, Николай Фёдорович
Николай Фёдорович Ушкалов (1925—1999) — советский передовик производства, бригадир судосборщиков Адмиралтейского судостроительного завода Министерства судостроительной промышленности СССР. Герой Социалистического Труда (1970).

## Биография
Родился 13 апреля 1925 года в деревне Верхняя Воегоща, Курской области
С 1941 года в период Великой Отечественной войны, в возрасте шестнадцати лет,  начал свою трудовую деятельность в местном колхозе и работал в качестве бойца трудового фронта. С  1943 года призван в ряды Рабоче-Крестьянской Красной армии  и направлен в действующую армию на фронт. Участник Великой Отечественной войны в составе 266-го стрелкового полка 93-й стрелковой дивизии — командир расчета батареи 120-миллиметровых миномётов. Воевал на 3-м Украинском фронте, в боях получил ранение. За время войны проявил чудеса героизма и мужества за что и был награждён орденом Славы 3-й степени и двумя медалями «За отвагу».
С 1950 года после увольнения из рядов Советской армии, переехал в город Ленинград  и начал работать разметчиком бригады судовых разметчиков на Адмиралтейском судостроительном заводе Министерства судостроительной промышленности СССР. В 1960 году Н. Ф. Ушкалов был признан  лучшим разметчиком на Ленинградских предприятиях и в целом в отрасли. 
14 мая 1960 года  Указом Президиума Верховного Совета СССР «за выдающиеся достижения в труде и по итогам работы в 1960 году»  Николай Фёдорович Ушкалов был награждён Орденом Ленина. 
С 1965 года Н. Ф. Ушкалов создал  и возглавил комплексную бригаду судосборщиков Адмиралтейского судостроительного завода Министерства судостроительной промышленности СССР, под его руководством и при непосредственном участии   судостроительная бригада была участником строительства атомного ледокола «Ленин».
3 марта 1970 года  «закрытым» Указом Президиума Верховного Совета СССР «за выдающиеся достижения в судостроительной промышленности»  Николай Фёдорович Ушкалов был удостоен звания Героя Социалистического Труда с вручением Ордена Ленина и золотой медали «Серп и Молот».
Помимо основной деятельности занимался и общественно-политической работой: с 1975 по 1980 годы был депутатом Верховного Совета РСФСР 9-го созыва и членом Ленинградского городского комитета партии, в 1976 году был делегатом XXV съезда КПСС. 
Скончался 27 января 1999 года, похоронен на Волковском православном кладбище в Санкт-Петербурге. 

## Награды
- Медаль «Серп и Молот» (30.03.1970)
- Орден Ленина (14.05.1960; 30.03.1970)
- Орден Отечественной войны 2-й степени (11.03.1985)
- Орден Славы 3-й степени (25.05.1945)
- Медаль «За отвагу» (13.09.1944; 27.04.1945)
- Медаль «За трудовую доблесть» (28.04.1963)